# واقعية كلاسيكية

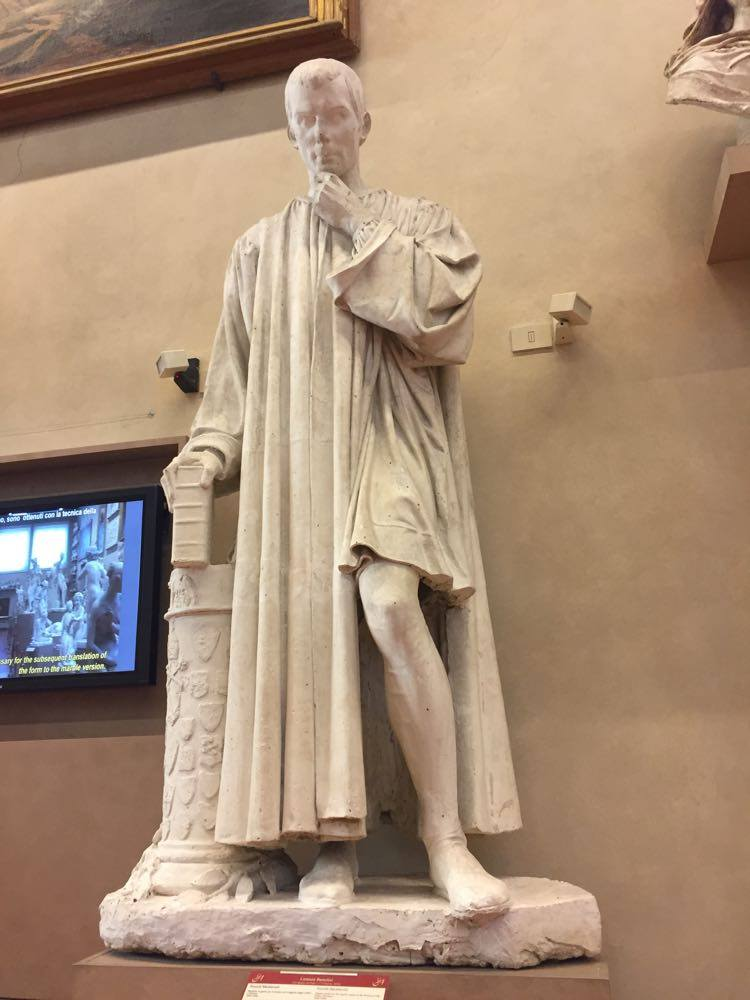

الواقعية الكلاسيكية  هي نظرية علاقات دولية ظهرت بعد الحرب العالمية الثانية وتسعى لتفسير العلاقات الدولية كنتاج للطبيعة البشرية. تراجعت الواقعية الكلاسيكية أمام الواقعية الجديدة التي تجادل بمحورية العقلانية على الطبيعة البشرية في العلاقات الدولية.